# Antonio Ballard
Antonio Ballard (Jeffersonville (Indiana), Estados Unidos, 30 de abril de 1988) es un jugador de baloncesto estadounidense que juega en las filas del Kouvot Kouvola de la Korisliiga finlandesa. Con 1.93 metros de estatura, juega en la posición de alero. 

## Trayectoria
Formado durante cuatro temporadas en Miami RedHawks y tras no ser drafteado en 2011, en enero de 2012 debutaría como profesional en las filas del Island Storm en la NBL Canadá en el que jugaría durante dos temporadas.
En la temporada 2014-15, Ballard da el salto a Europa para jugar en las filas del Lugano Tigers suizo.
En verano de 2015, firma por el ESSM Le Portel para jugar en el Campeonato de Francia de Baloncesto Pro B, al que regresaría temporadas más tarde.
En la temporada 2016-17, regresa a Suiza para jugar en las filas del Les Lions de Geneve.
En la temporada 2017-18, cambia otra vez de equipo de la Liga Nacional de Baloncesto de Suiza, esta vez para jugar en el Union Neuchâtel Basket. 
En verano de 2018, firma por el Kymis B.C. de la liga griega, pero nada más comenzar la temporada se marcharía a jugar en la filas del Tadamon Zouk de la liga de Líbano.
En 2019, Ballard se marchó a Finlandia, donde jugó 38 partidos de la Korisliiga para Salon Vilpas en los que promedió 17.18 puntos por partido.
En la temporada 2019-20, decide regresar a las filas del ESSM Le Portel, esta vez para jugar en la Ligue Nationale de Basket-ball en la que disputa 24 partidos en los que promedia 5.88 por encuentro.